# Biobessoides pujoli
Biobessoides pujoli là một loài bọ cánh cứng trong họ Cerambycidae.